# Falkenbergs IP
Falkenbergs IP – stadion położony w Falkenbergu w Szwecji. Został wybudowany w 1921. Do czasu otwarcia w 2017 roku stadionu Falcon Alkoholfri Arena był boiskiem domowym klubu Falkenbergs FF. Falkenbergs IP może pomieścić 4000 widzów.